# Рычков, Александр Иванович
Александр Иванович Рычков (9 ноября 1903 года — 22 января 1964 года) — советский химик-технолог. Ректор Московского института химического машиностроения.

## Биография
В 1929 году окончил Московский химико-технологический институт им. Д. И. Менделеева (МХТИ).
Работал в МХТИ преподавателем термодинамики.
В 1930—1933 гг. работал в институте сахарной промышленности

## Награды
- Орден «Знак Почёта»
- Орден Трудового Красного Знамени